# Gynaecoserica marginipes
Gynaecoserica marginipes är en skalbaggsart som beskrevs av Brenske 1896. Gynaecoserica marginipes ingår i släktet Gynaecoserica och familjen Melolonthidae. Inga underarter finns listade i Catalogue of Life.